# Vengadores oscuros
Vengadores Oscuros (en inglés: Dark Avengers) es una serie de cómics estadounidenses publicada por Marvel Comics. Es parte de una serie de títulos que han presentado varias iteraciones del equipo de superhéroes, Los Vengadores. Inusualmente, la serie protagoniza una versión del equipo que, desconocida por el público en su universo ficticio, contiene varios miembros que son supervillanos disfrazados de superhéroes establecidos.

## Historial de publicación
La serie debutó con el número 1, con fecha de enero de 2009, como parte de un arco de historias de varias series titulado "Dark Reign". En el estreno, el escritor Brian Michael Bendis y el artista Mike Deodato (trabajando a partir de una continuidad iniciada en un arco de la historia anterior de toda la compañía, "Invasión secreta", que involucra una infiltración de la Tierra por un extraterrestre que cambia de forma, Skrull y la eventual derrota de esa raza) relataron las consecuencias de la disolución del gobierno de los Estados Unidos del equipo de superhéroes sancionado por el gobierno federal, los Vengadores. Bendis describió la forma de pensar detrás del equipo: "Estos son tipos malos, incondicionales y listos para hacerlo. Cerrarán la puerta y se ocuparán de los negocios, y los está vistiendo para hacerlos algo que la gente quiere". Esto contrasta con los cambios que Norman Osborn muestra a los Thunderbolts, donde, según el escritor Andy Diggle, convierte a ese equipo en "algo mucho más encubierto y mucho más letal: su propio escuadrón personal".
La serie terminó con Dark Avengers # 16, en la culminación de la historia de Siege.
El cómic de Thunderbolts pasó a llamarse Dark Avengers comenzando con el número 175, pero el equipo creativo se mantuvo sin cambios. Dark Avengers terminó con el número 190.

## Biografía

### Primeros Vengadores Oscuros
El gobierno asignó la reorganización del equipo a Norman Osborn (el supervillano reformado que ahora se hace llamar Iron Patriot) a quien el gobierno había asignado previamente para encabezar el equipo de superhéroes, los Thunderbolts y que se había convertido en un héroe público por su papel en repeler la amenaza de Skrull. Osborn, que también recibió el liderazgo de la agencia de espionaje S.H.I.E.L.D., lo transforma en H.A.M.M.E.R. y crea un nuevo equipo de Vengadores bajo su supervisión.
La formación inicial está formada por antiguos miembros de Thunderbolts y nuevos reclutas, incluidos Sentry, Ares, Noh-Varr (ahora Capitán Marvel), así como súper villanos disfrazados de Moonstone (que interpreta a Ms. Marvel), Venom (Mac Gargan que interpreta a Spider-Man), después de recibir una fórmula que restablece el simbionte al tamaño que tenía cuando poseía a Spider-Man, Bullseye (retratando a Hawkeye) y al descontento hijo de Wolverine, Daken, se puso el manto de Wolverine. Osborn también asume la identidad de Iron Patriot, con una armadura de Iron Man roja, blanca y azul. El equipo va a Latveria para rescatar al Doctor Doom de Morgan Le Fay. Al regresar de Latveria, oferta a Osborn con las secuelas de la apariencia de Ronin en la televisión en vivo recordando al público del pasado asesino de Osborn y que no se debe confiar. Debido a esta acción, Osborn se ve obligado a "deshacerse de" este problema.
Los Vengadores Oscuros llegan a San Francisco para establecer la ley marcial y sofocar los disturbios anti-mutantes. Al hacerlo, Norman establece su propio equipo de X-Men compuesto por Cloak y Dagger, Mimic, Emma Frost, Namor el Submarinero, Daken, Arma Omega y Mystique (haciéndose pasar por el Profesor X) para gran disgusto de sus Vengadores. Después de que Emma Frost, Namor y Cloak y Dagger traicionan al equipo, Norman jura vengarse de los X-Men.
Una serie de desapariciones en todo Colorado hace que los Vengadores Oscuros de Norman Osborn (excepto Venom) visiten la pequeña ciudad de Dinosaur, Colorado. Todos excepto Norman son teletransportados, mientras que Osborn se encuentra frente a un trono con Hombre Molécula sentado en él, flanqueado por Beyonder, Mephisto, Zarathos y la Encantadora. (Sin embargo, se revela que estos otros eran simplemente creaciones de Hombre Molécula). Hombre Molécula tortura a Norman mental y físicamente y aparentemente mata a sus Vengadores. Victoria Hand, la asistente de Osborn, detiene con éxito al Hombre Molécula con una rendición falsa hasta que Sentry sea capaz de reformar y matar al Hombre Molécula. Se revela que Sentry y el Vacío tienen los mismos poderes que el Hombre Molécula. Sentry recupera el control de sí mismo y acepta comenzar la terapia con Moonstone, mientras que Victoria Hand exige a Norman que también se someta a la terapia después de ser torturado. Dentro de su oficina, Loki está manipulando a Norman para que tenga una recaída del Duende Verde.
Después de declarar la guerra a los asgardianos, Norman Osborn tiene a los Vengadores Oscuros y los de La Iniciativa se preparan para el asedio de Asgard. Norman considera a Sentry, específicamente su lado oscuro, conocido como The Void, su arma secreta.
En flashback, se cuenta cómo Robert Reynolds recibió sus vastos poderes de las drogas experimentales, usando su poder como Sentry para vivir la vida de un superhéroe, mientras que sus emociones más oscuras se manifestaron como el Vacío. Osborn ha manipulado a Reynolds para que permita que el Vacío se haga cargo, para cumplir las órdenes asesinas de Osborn. Osborn ha recreado de alguna manera el adictivo suero que le dio a Reynolds sus poderes, haciéndolo dependiente de Osborn y su aprobación. Mientras tanto, la esposa de Reynolds, Lindy, ha estado prácticamente prisionera en la Atalaya del Sentry, incluso ha intentado matarlo, y le ruega a Reynolds que la mate o la deje ir. Las personalidades en guerra de Reynolds, sin embargo, se han estancado. El Centinela incluso intenta suicidarse, volando hacia el corazón del sol, pero tal es su invulnerabilidad que no funciona. Se cansa de luchar contra el Vacío. Cuando ocurre una evacuación de emergencia, Bullseye lleva a Lindy en un helicóptero, la ataca con crueldad, la estrangula y la arroja al océano. Cuando Sentry llega a buscar a Lindy, Bullseye afirma que se suicidó, por miedo a Reynolds, saltando del helicóptero en el campo. Sentry sale a buscar su cuerpo. A partir de este momento, se podría decir que el Vacío asesino tenía el control total de Reynolds y su poder sin precedentes.
Tras los eventos de Siege, Norman Osborn es encarcelado en la penitenciaría, La Balsa. Moonstone, Bullseye y Venom son capturados por los héroes, mientras que Daken logra escapar de la captura por personal militar. Después de ser interrogada por el Capitán Rogers, Victoria Hand es informada de que ha sido reasignada. Moonstone se une a la encarnación de los Thunderbolts de Luke Cage. Noh-Varr es reclutado en el equipo de los Vengadores para ayudarlos a construir una máquina del tiempo para salvar el futuro. Victoria Hand es asignada por Steve Rogers para ser el enlace para el equipo de Vengadores de Luke Cage, apodado Nuevos Vengadores, porque él cree que ella puede brindar una información importante al equipo. Bullseye se escapa de la custodia y es asesinado por su viejo enemigo Daredevil cuando ataca su fortaleza de Shadowland durante la historia del mismo nombre. Daken elude la captura al final del Asedio de Asgard y se enfrenta a Franken-Castle (a quien había matado durante el Reinado Oscuro). El simbionte de Mac Gargan se elimina y se toma en custodia. Alistair Smythe saca a Gargan de la prisión y se transforma nuevamente en el Escorpión.

### Nuevos Vengadores Oscuros
Un nuevo equipo de Vengadores Oscuros está formado por Norman Osborn y H.A.M.M.E.R. La lista incluye a Skaar, Gorgon, Ai Apaec (Spider-man), Dr. June Covington, Superia y Trickshot. El equipo está respaldado por HYDRA y A.I.M.. Norman Osborn también tiene AIM para reconstruir a Ragnarok para que pueda unirse a los Vengadores Oscuros. Aunque Osborn afirma estar seguro de que su nuevo equipo es superior a sus "plantillas", parece no darse cuenta de que Madame Hydra y Gorgon ya planean matarlo una vez que demuestre ser demasiado peligroso como líder, con la intención de usar su equipo para sembrar la discordia al servir como una voz de los "privados de derechos" insatisfechos con el statu quo. La lucha posterior contra los Nuevos Vengadores demuestra estar relativamente igualada. Aunque Osborn demuestra un nuevo nivel de fuerza sorprendente que le permite lanzar a Luke Cage una distancia considerable y su Bruja Escarlata hiere al Doctor Extraño, los otros son capaces de defenderse mucho más fácilmente. Cuando intentan teletransportarse, los Nuevos Vengadores terminan enfrentando a Ragnarok. Spider-Man y Iron Fist son capaces de derrotar a Ragnarok, pero las acciones de los Vengadores Oscuros aún han dañado la reputación de los Nuevos Vengadores al engañarlos para provocar una pelea con un equipo que acaba de ayudar a los civiles, tras fuerzas de Osborn atacan al equipo principal para acusarlos varios crímenes de guerra, ordenando al presidente que declare a Osborn como el nuevo jefe de seguridad mundial y ponga a los Vengadores en juicio.
Los Vengadores Oscuros capturan al Capitán América durante su exitoso ataque a ambos equipos de Vengadores con la intención de ejecutarlo por sus "crímenes". Gorgon y Superia ya están planeando traicionar al equipo, mientras que Victoria Hand, aparentemente el doble agente de Norman dentro del equipo, revela su lealtad real al Capitán América a los Nuevos Vengadores, y Skaar se dirige a sus compañeros después de que confirmen sus intenciones de atacar al Capitán América, proclamando "¡Los vengadores se reúnen!" mientras lo hace. Skaar revela que es un agente doble para el Capitán América, lo que permite a los Nuevos Vengadores derrotar al resto del equipo. Se muestra que Norman Osborn ha desarrollado las habilidades del Súper Adaptoide, permitiéndole copiar las habilidades de los otros Vengadores. Los Vengadores encuentran una forma de sobrecargar este poder, lo que pone a Norman Osborn en coma. Después de derrotar a Osborn, el resto de los Vengadores Oscuros son detenidos. En una conversación con el Capitán América, se sugiere que sean considerados para el Programa Thunderbolts.
A partir del # 175, Thunderbolts cambia su nombre a Dark Avengers con el escritor Jeff Parker y el equipo de arte de Kev Walker y Declan Shalvey que permanecen en el título.
Cuando faltan los Thunderbolts en el flujo de tiempo, los Vengadores Oscuros fueron reclutados como equipo de reemplazo. Con el fin de mantener a los Vengadores Oscuros en línea, se les implantaron nanites y se los colocó bajo el liderazgo de Luke Cage.
El equipo de Vengadores Oscuros es lanzado al mundo alternativo de Tierra-13584 con John Walker (U.S. Agent) donde son capturados por la versión de Iron Man de esa realidad. Resulta que A.I.M. está detrás de la manipulación de la realidad. Debido a la llegada de los Vengadores Oscuros, el sistema solar está empezando a desaparecer. Los Vengadores Oscuros entran en la base A.I.M. y aceleran la destrucción de la astilla. Los Vengadores Oscuros vuelven a su mundo. Skaar se aleja, pero el resto del equipo se pregunta qué hacer, ya que la mayoría de ellos todavía son criminales. June Covington cautiva a U.S. Agent y le hace creer que aún podría trabajar en equipo y pisar a una Ai Apaec aún en miniatura.

## Lista

### Fundadores
| Personaje                          | Nombre real     | Unido en                         | Notas |
| ---------------------------------- | --------------- | -------------------------------- | --- |
| Iron Patriot                       | Norman Osborn   | Dark Avengers #1 (marzo de 2009) | El exlíder, capturado en Dark Avengers # 16. Armadura Stark rediseñada para representar ambos, de Iron Man y el Capitán América. Volvió a unirse en New Avengers # 18 adquirió el poder del Super-Adaptoide después de volver a montar el equipo. |
| "Spider-Man"                       | Mac Gargan      | Dark Avengers #1 (marzo de 2009) | Capturado en "Dark Avengers" # 16. Se convirtió en Escorpión nuevamente después de que el gobierno tomara la demanda de Venom. |
| "Ms. Marvel" a.k.a. Capitán Marvel | Karla Sofen     | Dark Avengers #1 (marzo de 2009) | Capturado en Dark Avengers #16 y se unió a los Thunderbolts de Luke Cage en Thunderbolts #144. Se reincorpora al equipo en Dark Avengers # 184.                                                                                                   |
| "Hawkeye"                          | Lester          | Dark Avengers #1 (marzo de 2009) | Capturado en Dark Avengers # 16. Asesinado por Daredevil en Shadowland # 1. |
| "Wolverine"                        | Akihiro         | Dark Avengers #1 (marzo de 2009) | El hijo psicopático de Wolverine. Evitó la captura en Dark Avengers # 16 y permanece en libertad. |
| Capitán Marvel                     | Noh-Varr        | Dark Avengers #1 (marzo de 2009) | Dejó el equipo en Dark Avengers # 6 y se unió a los Vengadores. |
| Ares                               | Ares            | Dark Avengers #1 (marzo de 2009) | Asesinado en Siege #2 por Sentry. |
| Sentry                             | Robert Reynolds | Dark Avengers #1 (marzo de 2009) | Se deshonesto en Siege # 3 antes de ser asesinado por Thor en Siege # 4. |

### Reclutas del Post-Fear Itself
| Personaje         | Nombre real        | Unido en                             | Notas |
| ----------------- | ------------------ | ------------------------------------ | --- |
| "Wolverine"       | Tomi Shishido      | New Avengers #18 (noviembre de 2011) | Luchó y murió por Wolverine en Wolverine # 31. Revivido por La Mano en Secret Warriors #2. Dejó el equipo en New Avengers vol. 2, #23.                                                                             |
| "Hulk"            | Skaar              | New Avengers #18 (noviembre de 2011) | Reclutado por Osborn en la Tierra Salvaje, Skaar en realidad era un doble agente trabajando para Capitán América en secreto. Se reincorpora al equipo en Dark Avengers #175 y sale de nuevo en Dark Avengers #190. |
| "Ms. Marvel"      | Deidre Wentworth   | New Avengers #18 (noviembre de 2011) | Dirigió un equipo H.A.M.M.E.R. después del encarcelamiento de Norman Osborn. Deja el equipo en New Avengers vol. 2, # 23.                                                                                          |
| "Hawkeye"         | Barney Barton      | New Avengers #18 (noviembre de 2011) | Se unió después de tener su muerte en una cama de hospital falsificada por Osborn. |
| "Spider-Man"      | Ai Apaec           | New Avengers #18 (noviembre de 2011) | Dios araña sudamericano encontrado por primera vez por Osborn en Osborn # 1. Cambiado a una forma humanoide de seis brazos que se asemeja a la versión de traje negro de Spider-Man por una sustancia desconocida. |
| "Bruja Escarlata" | Dr. June Covington | New Avengers #18 (noviembre de 2011) | Bióloga y genetista. Encontrado por primera vez por Osborn en "Osborn" # 1 después del asedio de Asgard. |
| "Thor"            | Ragnarok           | New Avengers #18 (noviembre de 2011) | Actualmente retenido y en reparación por A.I.M. En nombre de Norman Osborn. Fue reparado a tiempo para ayudar a los Dark Avengers a luchar contra los New Avengers.                                                |

### Recluta deMarvel ReEvolution
| Personaje  | Nombre real | Unido en                  | Notas |
| ---------- | ----------- | ------------------------- | --- |
| U.S. Agent | John Walker | Dark Avengers #185 (2013) | El exdirector de la Balsa se deslizó junto con los Dark Avengers hacia una realidad alternativa. Reanuda su papel como U.S. Agent. Después de recibir una versión lobotomizada de realidad alternativa del simbionte Venom que recrea las extremidades que faltan. |

## Otras versiones

### Ultimate Marvel
En la realidad de Ultimate Marvel, aparece una versión alternativa de Vengadores Oscuros bajo el nombre de Ultimates Oscuros. El grupo está formado por una mujer, Kang el Conquistador y Reed Richards, así como los antiguos Ultimates Hulk y Quicksilver. El equipo está formado con el objetivo de salvar por la fuerza el mundo por cualquier medio necesario. Aparecen por primera vez mientras atacan el Triskelion para robar las Gemas del Infinito.

## En otros medios

### Televisión
- Los Vengadores Oscuros aparecen en un episodio homónimo de Avengers Assemble.[39] Esta versión del grupo son versiones invertidas de la realidad de Los Vengadores originales que operan como supervillanos mientras el Escuadrón Supremo trabaja para detenerlos. Sin embargo, los Vengadores Oscuros finalmente descubren que el Escuadrón usó la Gema de la Realidad para cambiar el mundo a su imagen y usarla para deshacer los cambios del Escuadrón.

### Videojuegos
- Los Vengadores Oscuros aparecen en Marvel: Avengers Alliance. Se presentan en Spec-Ops # 12 donde fueron formados por Dell Rusk y consisten en Bullseye (que opera como Hawkeye), Daken (que opera como Wolverine), Ragnarok, Viuda Negra (Yelena Belova) y Venom.
- Los Vengadores Oscuros aparecen en Marvel Puzzle Quest, un juego disponible para descargar para dispositivos Android y para iTunes con dispositivos Apple. El equipo está formado por Ares, Bullseye, Daken, Moonstone, Ragnarok, Sentry, Venom y Yelena Belova
- Dark Avengers aparece en el juego Marvel Future Fight. Norman Osborn, Bullseye (ambos tienen posibilidad de conseguir el traje Dark Avenger), Moonstone y Ares (con sus uniformes de Dark Avengers), Sentry por último miembro y Scorpion (extrañamente diálogos de misión aparece con simbiote spiderman, pero no existe tal traje para MacGargan).